# モクセイ
モクセイ（木犀、学名: Osmanthus fragrans）は、モクセイ科モクセイ属の常緑小高木。中国名は桂花（けいか）。
単に「木犀」と言う場合ではギンモクセイ（銀木犀）だけを指すことが多く、広義ではOsmanthus fragrans に属する品種（ギンモクセイ・キンモクセイ・ウスギモクセイなど）の総称である。花期は芳香がある。中国で九里香という名前もあるのは、その香りが遠くまで届くことから来ている。

## 形態・生態
樹高は3 - 6メートル (m) になる。幹は淡灰褐色で、樹皮は縦に裂け目ができる。
葉は長さ7 - 15ミリメートル (mm) の葉柄をもって対生する。葉身は革質で、長さ8 - 15センチメートル (cm) 、幅3 - 5 cmとキンモクセイより葉幅が広く、楕円形で先端は急にとがり、縁にはあらい細鋸歯があるが、鋸歯がなく全縁の場合もある。葉脈の主脈は表面でくぼみ、裏面で突出する。
花期は9 - 10月。雌雄異株で、花は葉腋に束生する。花柄は長さ5 - 10ミリメートル (mm) になる。花冠は白色で4深裂し、径約4 mmになる。雄蘂は2個。花には香気があるが、キンモクセイほどは強くない。
果実は核果で、長さ1 - 1.5 cmの楕円形になり、翌年の春に黒褐色に熟す。

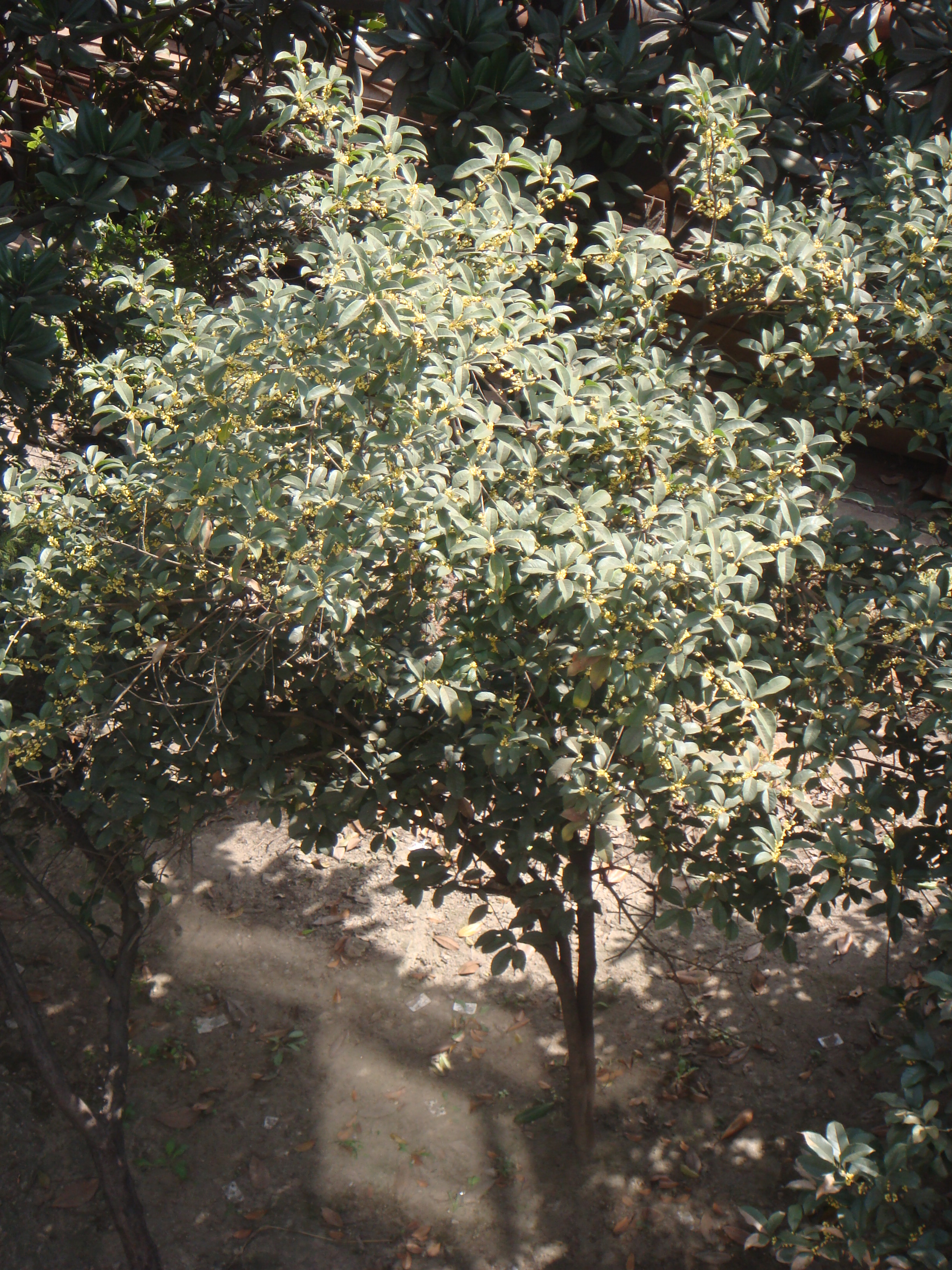
樹木の全体像
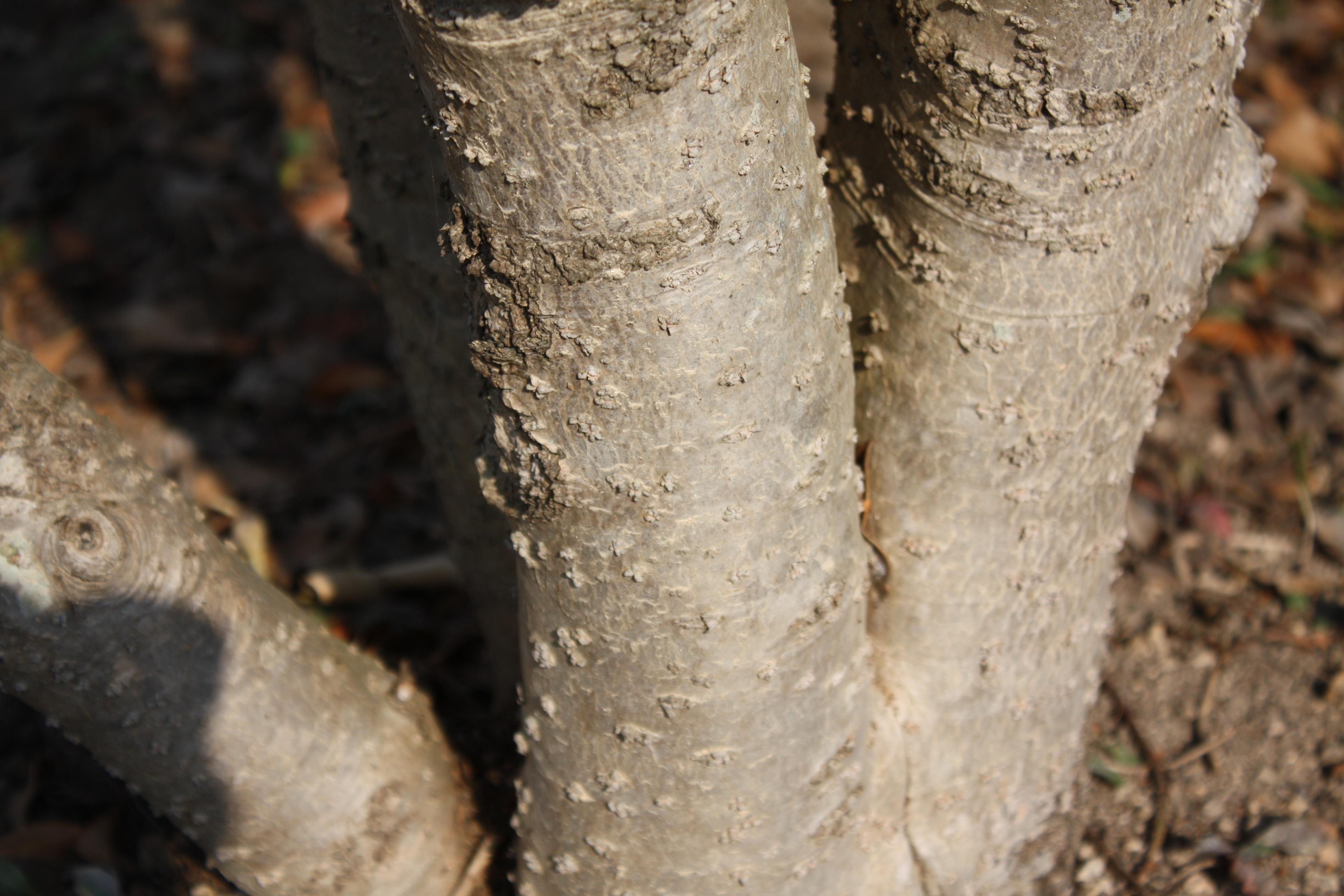
樹皮
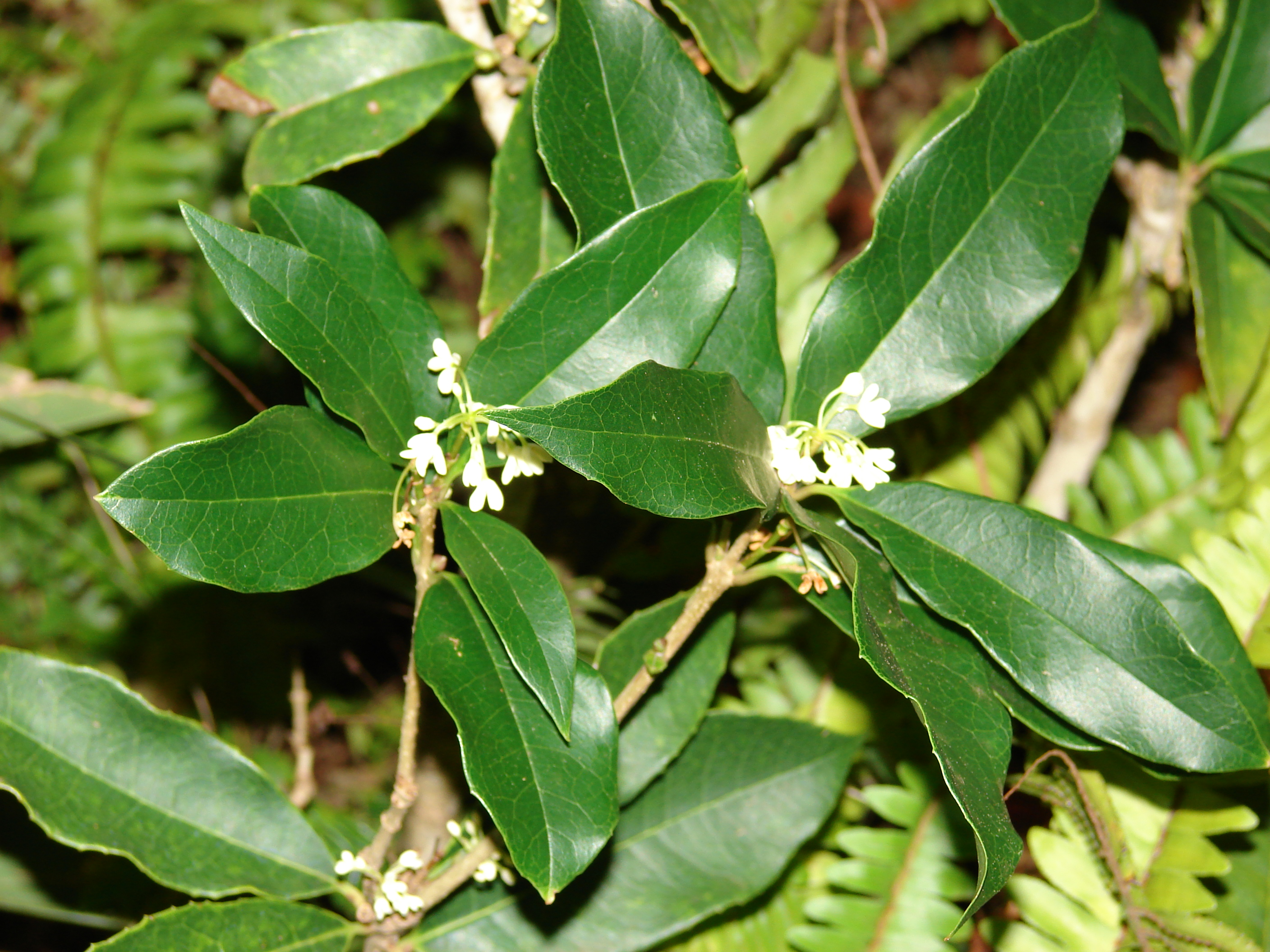
葉
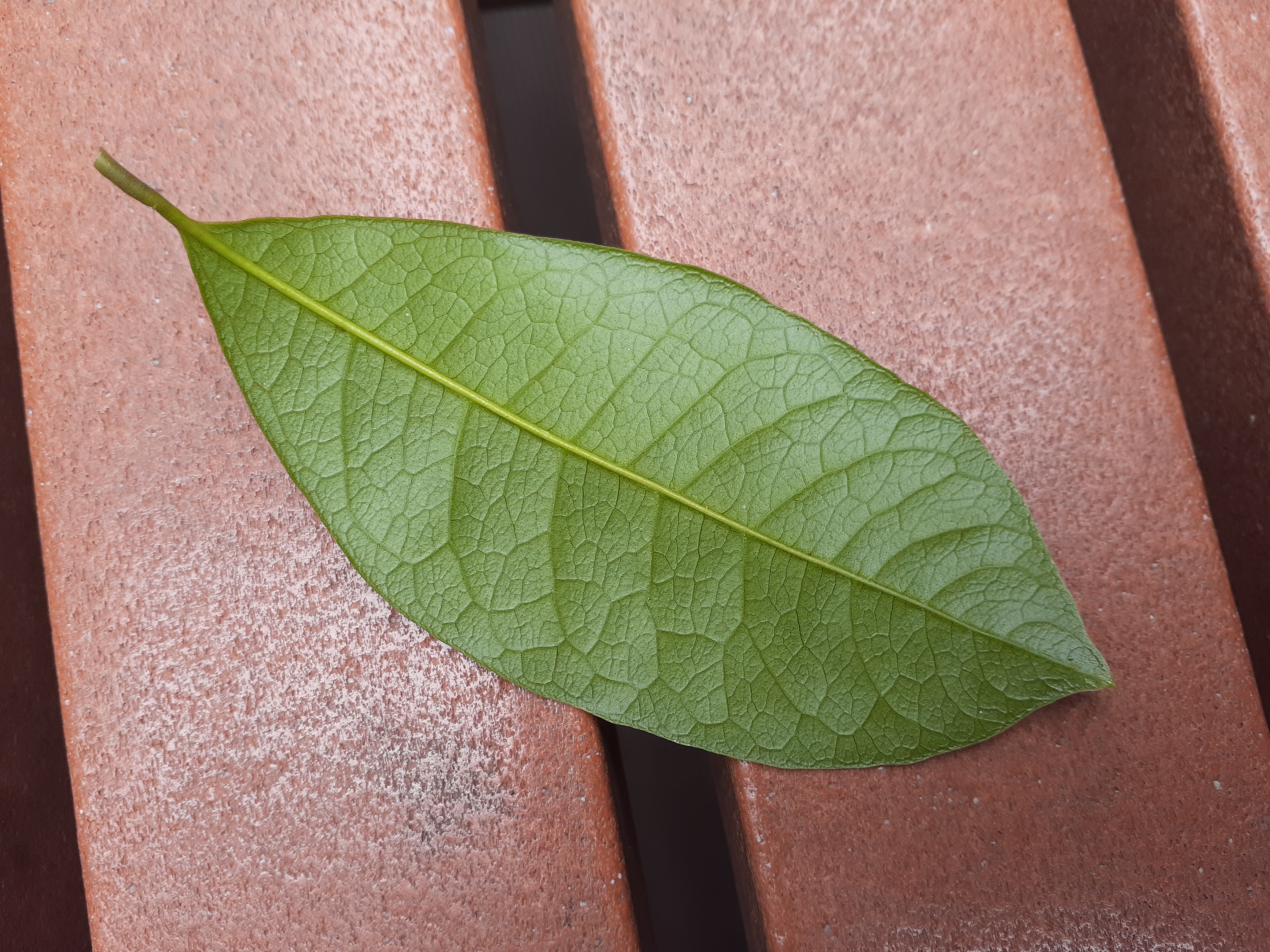
葉の裏側
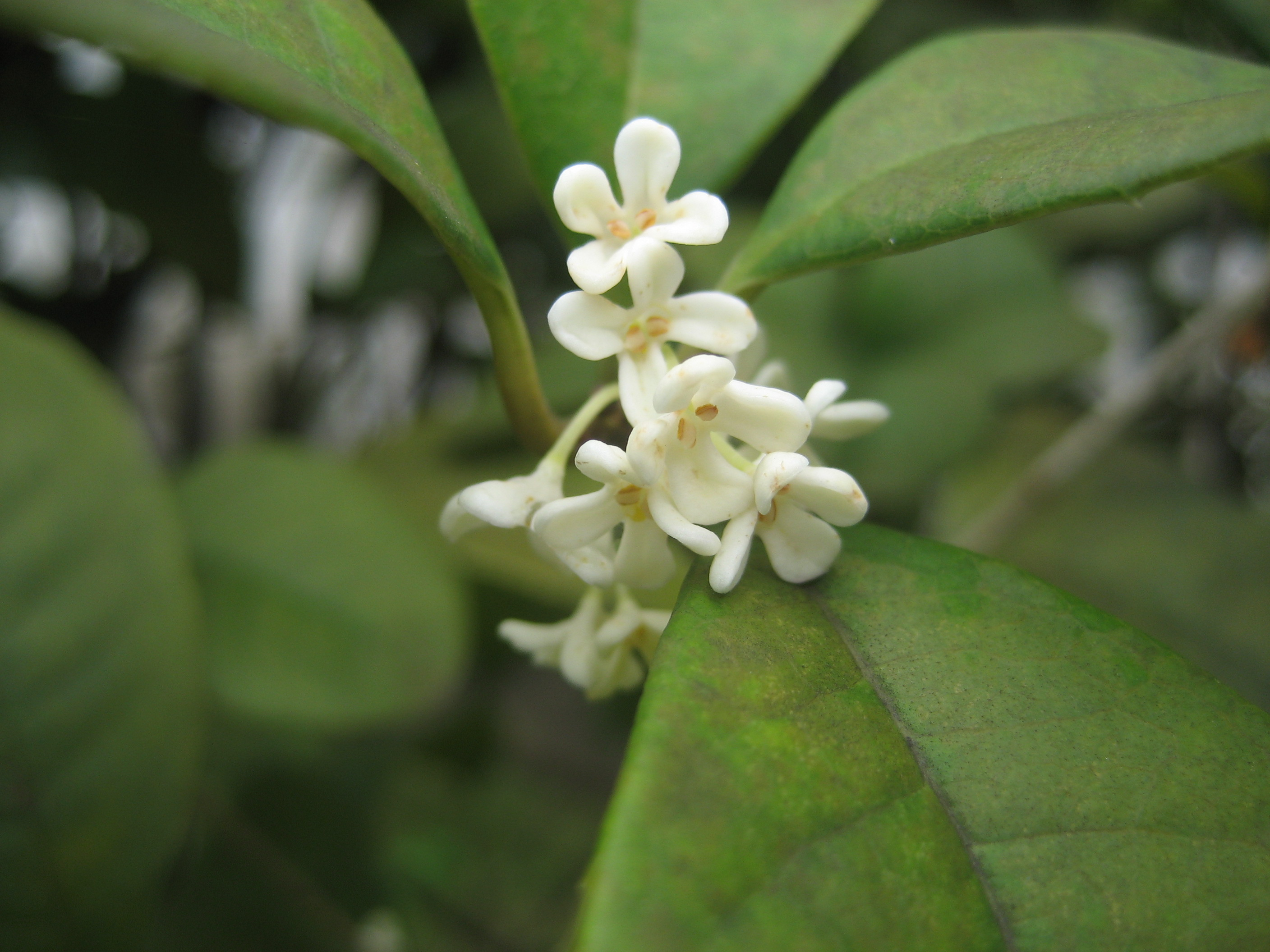
花

## 分布
中国原産。日本では九州の山地に自然分布があるとされる。キンモクセイと共に、常緑の庭木として人為的に栽培されているものが見られ、関西地方に多い傾向がある。これは、ギンモクセイは関東地方では相当大きく生育した株にならなければ、花の付き方が悪いという栽培上の理由で差異が生まれていると考えられている。
中国ではモクセイは桂と書き、中国南部の景勝地で知られる桂林は、モクセイが多いことから名付けられたとされる。

## 人間との関わり
庭や公園などで栽培されている。中国ではモクセイの花をお茶のようにして飲んだり、花を入れた酒もあり、香りを楽しむ。

### 都道府県・市町村の木に指定している自治体
総称の「モクセイ」として指定している自治体と、「モクセイ」としながらも実質「キンモクセイ」を指して指定している自治体がある。
- 都道府県
  - 静岡県
- 市町村
  - 宮城県 - 村田町
  - 群馬県 - 太田市、藤岡市、板倉町、玉村町、千代田町
  - 埼玉県 - 志木市、戸田市、羽生市、日高市、吉川市、伊奈町、川島町
  - 茨城県 - 取手市、境町
  - 千葉県 - 鎌ケ谷市、大網白里市
  - 東京都 - 昭島市、あきる野市、福生市、瑞穂町
  - 神奈川県 - 座間市、寒川町
  - 岐阜県 - 安八町
  - 愛知県 - 大口町、北名古屋市
  - 滋賀県 - 米原市
  - 奈良県 - 広陵町
  - 和歌山県 - 橋本市
  - 広島県 - 福山市
  - 山口県 - 柳井市
  - 徳島県 - 北島町
  - 福岡県 - 行橋市、遠賀町、吉富町
  - 熊本県 - 嘉島町
  - 宮崎県 - 高鍋町、日向市

## 変種
- ギンモクセイ（銀木犀、学名: O. f. Lour. var. fragrans）
- キンモクセイ（金木犀、学名: O. f. Lour.  var. aurantiacus Makino）
- ウスギモクセイ（薄黄木犀、学名: O. f. Lour. var. thunbergii Makino）

- キンモクセイ
- ウスギモクセイ